# Bahia-Smaragd
Der Bahia-Smaragd (englisch Bahia emerald) ist eine Kristallstufe mit neun großen, intensiv grünen hervorstehenden Smaragden auf Muttergestein. Sie ist die größte bekannte Smaragdstufe und enthält den größten jemals gefundenen Smaragdkristall. Die Stufe wiegt etwa 341 Kilogramm und wurde im Jahr 2001 in einer Smaragdmine im brasilianischen Bundesstaat Bahia gefunden. Seit 2008 dauern Streitigkeiten um die Eigentümerschaft an, die 2015 von einem US-amerikanischen Gericht einem Konsortium aus drei Diamantenhändlern zugesprochen wurde. Der brasilianische Staat beansprucht ebenfalls das Eigentum an der Stufe.
Bahia emerald ist auch eine Bezeichnung für helle gelblich-grüne Kristalle des Minerals Beryll, die zu hell sind um als Smaragde klassifiziert zu werden.

## Beschreibung
Die etwa 341 Kilogramm schwere Smaragdstufe besteht aus einem großen Block Muttergestein, aus dem neun sehr große und intensiv grüne Smaragdkristalle hervorragen. Das Gewicht der Smaragdkristalle wird auf etwa zehn Prozent der Stufe geschätzt. Die Smaragde sind ungeachtet ihrer auf den ersten Blick attraktiven Farbe nur von minderer Qualität, die eine Verarbeitung zu großen und hochwertigen Schmucksteinen ausschließt.

## Geschichte
Der Bahia-Smaragd wurde 2001 in einer Smaragdmine nahe der Stadt Pindobaçu im Norden des namensgebenden brasilianischen Bundesstaats Bahia gefunden. Er gelangte über mehrere Zwischenhändler in die Vereinigten Staaten. Während der Unterbringung in einem Lagerhaus in New Orleans war die Smaragdstufe im Jahr 2005 von den Überflutungen nach dem Hurrikan Katrina betroffen und befand sich wochenlang unter Wasser.
Nachdem die Stufe von Brasilien in die Vereinigten Staaten gebracht worden war, wurde sie mehrfach erfolglos zum Verkauf angeboten. Im September 2008 wurde der Bahia-Smaragd angeblich aus einem Tresorraum in South El Monte im Los Angeles County, Kalifornien gestohlen. Der Wert der Stufe wurde seinerzeit auf etwa 400 Millionen US-Dollar geschätzt, etwa 320 Millionen Euro, doch sein tatsächlicher Wert ist unklar. Sie wurde einmal auf eBay mit einem „Sofort kaufen“-Preis von 75 Millionen US-Dollar angeboten, aber nicht verkauft.

Bundesstaat Bahia in Brasilien

Aufgrund der von verschiedenen Personen und dem Staat Brasilien geltend gemachten Eigentumsansprüche wurde die Stufe bei einem Konsortium dreier Diamantenhändler in Las Vegas beschlagnahmt und dem Los Angeles County Sheriff’s Department übergeben. Nach einer Reihe von Eingaben entschied ein Richter im September 2010, dass er den Fall zur Entscheidung annimmt.
Erst am 30. März 2015 kam es in Los Angeles zu einer Hauptverhandlung. Am 23. Juni 2015 wurde das Eigentum am Bahia-Smaragd den drei Diamantenhändlern aus Las Vegas als gutgläubigen Erwerbern zugesprochen. Sämtliche Anspruchsgegner waren zuvor vom Verfahren ausgeschlossen worden oder hatten sich mit dem Konsortium geeinigt. Die Diamantenhändler hatten geltend gemacht und durch Dokumente bewiesen, dass sie den Bahia-Smaragd im Jahr 2008 als Entschädigung für einen nicht zustande gekommenen Diamantenhandel erhalten hatten. Zwei Tage später verfügte eine Bundesbezirksrichterin auf Antrag des Justizministeriums der Vereinigten Staaten die erneute Beschlagnahme der Kristallstufe. Das Justizministerium machte geltend, dass in Brasilien eine Beschlagnahmeverfügung für den Bahia-Smaragd vorliegt. Zwei Männer seien dort angeklagt, wissentlich die gestohlene Stufe aus dem Land geschmuggelt zu haben.
Der Bahia-Smaragd befand sich 2020 weiterhin an einem unbekannten Ort im Gewahrsam des Los Angeles County Sheriff’s Department. Dieser Zustand wird anhalten, solange die brasilianischen Behörden daran festhalten, die Smaragdstufe sei Eigentum des brasilianischen Staates.
2024 entschied ein US-amerikanisches Bundesgericht, dass der Smaragd dem brasilianischen Staat als Eigentümer zustehe und zurückgegeben werden muss.